# Himmelgarten (Röthenbach an der Pegnitz)
Himmelgarten ist ein Gemeindeteil der Stadt Röthenbach an der Pegnitz im Landkreis Nürnberger Land (Mittelfranken, Bayern). Himmelgarten liegt in der Gemarkung Wetzendorf.

## Geografische Lage
Das Dorf liegt am Fuß des Moritzbergs in einer Lichtung, deren umgebendes Waldgebiet im Norden von der Kreisstraße LAU 19, im Osten von der Staatsstraße 2240, im Süden von der Staatsstraße St 2405 und im Westen von der Bundesautobahn 9 begrenzt wird. Von der Straße LAU 19 aus, die auch nach Röthenbach an der Pegnitz führt, gibt es zwei direkte Zufahrtsstraßen zum Hauptort. Sie sind die Hauptstraßen des Ortes, von denen drei Sackgassen abgehen. Ein wenig abgesetzt vom Hauptort liegen unmittelbar nördlich der LAU 19 noch einige weitere Anwesen, die ebenfalls zu Himmelgarten gehören. Im Süden des Ortes befindet sich ein kleiner Weiher, im Osten ein Reitstall. Der Weiher wird von einem Bach gespeist, der im nahen Wald entspringt und in Richtung Pegnitz fließt.

## Geschichte
In Himmelgarten befindet sich der Herrensitz Himmelgarten.
Mit dem Gemeindeedikt (1808) gehörte Himmelgarten zur Ruralgemeinde Wetzendorf. Am 1. Januar 1972 wurde der Ort im Rahmen der bayerischen Gebietsreform nach Röthenbach an der Pegnitz eingemeindet.

## Herkunft der Ortsbezeichnung
Entweder handelt es sich um einen ursprünglichen Flurnamen für ein besonders fruchtbares Landstück, der dann auf die Ansiedlung übertragen wurde, oder es ist ein klösterlich-mystischer Name, vergeben möglicherweise von den Nonnen des ehemaligen Nürnberger Katharinenklosters, das im 16. Jahrhundert dort einen Hof besaß.

## Baudenkmäler
- Haus Nr. 1: Gutshof
- Haus Nr. 2: Wohnhaus